# ورم عيبي
الورم العيبي أو الورم المَشُوب أو الورم خللي النسيج أو الهامارتوما أو الورم العابي (بالإنجليزية: hamartoma)‏ هو ورم حميد على شكل تكتل (من الخلايا ناشئة من خلايا النسيج الاصلية بدون عيوب جينية لكنها مرتبة بطريقة غير طبيعية في النسيج فتسبب الورم - tumor - هي نوع من أنواع الاورام الحميدة وليس ورم خبيث، وتكون مركزة محليا وتشبة الاورام السرطانية - neoplasm - في طبيعتها لكنها ليست كذلك مثال الهيماتوما في الرئة يكون هناك كتلة غير طبيعية من الخلايا لكنها كلها عبارة عن نسيج طلائي وغضاريف وليست خلايا دخيلة على النسيج.
عادةً ما يكون الورم العيبي نتيجةً لمتلازمة وراثية تؤثر على دورة نمو جميع الخلايا أو على الأقل مجموعة منها. تُصنف العديد من هذه الحالات على أنها متلازمات نموٍ زائدٍ أو متلازمات سرطانية. تحدث الأورام العيبية في العديد من أجزاء الجسم المختلفة وغالبًا ليس لها أي أعراضٍ ظاهرةٍ وتُشخَّص صدفةً (يكون المريض غير مُشَخَّص بها حتى يُعثَر عليها صدفةً في دراسة تصويرية أُجريت لسبب آخر). بالإضافة إلى ذلك، غالبًا ما يكون الفرق بين الورم العيبي والورم الحميد غير واضح، لأن كلنا الآفتين يمكن أن تكونا نسيليتين. تُفسر الآفات مثل الورم الغدي الحميد، أكياس النمو، الأورام الوعائية، الأورام اللمفاوية والأورام العضلية المخططة داخل الكلى والرئتين والبنكرياس من قبل بعض الخبراء على أنها أورامٌ عيبية بينما يرى آخرون أنها أورام حقيقية. علاوة على ذلك، على الرغم من أن الأورام العيبية تظهر تركيبًا نسيجيًا حميدًا، فهناك خطر حدوث بعض المضاعفات النادرة التي تهدد الحياة مثل تلك التي توجدُ في الورم العصبي الليفي من النوع الأول والتصلب الرئوي.
يختلف الورم العيبي عن ورم الخلايا القاعدية الاغترابي (بالإنجليزية Choristoma)، وهو شكل من التوضع المغاير ذو صلة وثيقة بالورم العيبي. يمكن التمييز بين الاثنين على النحو التالي: الورم العيبي هو زيادة في الأنسجة الطبيعية في موضع طبيعي (على سبيل المثال، علامة مميزة على الجلد بعد الولادة)، في حين أن ورم الخلايا القاعدية الاغترابي هو زيادة في الأنسجة في موضع غير طبيعي (مثل وجود أنسجة البنكرياس في الإثني عشر). يُشتق مصطلح hamartoma من اليونانية αρτία, hamartia، والتي تعني (خطأً). قدّم المصطلح د. بّي. جي ألبريخت في عام 1904.

## الأسباب
تنجم الأورام العيبية عن تكوين غير طبيعي للأنسجة الطبيعية، على الرغم من أن الأسباب الكامنة وراء هذا العيب غير مفهومة تمامًا. وهي تنمو جنبًا إلى جنب مع نفس العضو الذي يصنع الأنسجة منه وبنفس معدل النمو، وعلى عكس الأورام السرطانية، نادراً ما تغزو أو تضغط بشكل كبير على التراكيب المحيطة.[بحاجة لمصدر]

## التشخيص

### الأنواع

#### الرئة
أكثر الأورام العيبية شيوعًا هي التي تحدث في الرئتين. حوالي 5 - 8% من جميع العقيدات الرئوية المنفردة، وحوالي 75% من جميع أورام الرئة الحميدة، هي أورام عيبية. تنشأ دائمًا من النسيج الضام وتتكون بشكل عام من الغضاريف والأنسجة الضامة والخلايا الدهنية، على الرغم من أنها قد تتضمن العديد من أنواع الخلايا الأخرى. تتشكل الغالبية العظمى منها في النسيج الضام على السطح الخارجي للرئتين، على الرغم من أن حوالي 10% منها تتشكل بعمق في بطانات الشعب الهوائية. يمكن أن تكون مثيرة للقلق، خاصة إذا كانت تقع في عمق الرئة، حيث يكون من الصعب في بعض الأحيان التمييز بين الأورام العيبية والأورام الخبيثة. غالبًا، لا توفر الأشعة السينية تشخيصًا نهائيًا، وحتى الفحص بالأشعة المقطعية المحوسبة قد لا يكون كافيًا إذا كان الورم العيبي يفتقر إلى الغضروف والخلايا الدهنية التي توجد عادةً. قد تحتوي الأورام العيبية الرئوية على تكلسات تشبه الفشار تظهر عند تصوير الصدر بالأشعة السينية أو التصوير المقطعي المحوسب.
تُعد الأورام العيبية في الرئة أكثر شيوعًا لدى الرجال مقارنةً بالنساء، وقد تسبب متاعب إضافية عند المدخنين.
يمكن أن تؤدي بعض الأورام العيبية الرئوية إلى ضغط أنسجة الرئة المحيطة إلى حد ما، لكن هذا لا يضعِف بشكل عام وغالبًا ما يكون دون أعراض، خاصة بالنسبة للنمو المحيطي الأكثر شيوعًا. تُعالج الأورام العيبية، على كل حال، عن طريق الاستئصال الجراحي، مع تكهن لمسار المرض يبشر بالشفاء: بشكل عام، الخطر الحقيقي الوحيد هو الاحتمال الكامن للمضاعفات الجراحية.

#### القلب
الورم العضلي القلبي عبارة عن ورم عيبي يتكون من خلايا عضلية قلبية معدلة تحتوي على فجوات كبيرة وغلايكوجين. هذا النوع من ورم القلب هو الأكثر شيوعًا من بين أورام القلب لدى الأطفال والرضع. هناك ارتباط قوي بين الورم العضلي القلبي والتصلب الحدبي (والذي يتميز بأورام عيبية في الجهاز العصبي المركزي والكلى والجلد، بالإضافة إلى الأكياس البنكرياسية)؛ 25-50% من المرضى الذين يعانون من ورم عضلي قلبي سوف يعانون من مرض التصلب الحدبي، وما يصل إلى 100% من المرضى الذين يعانون من مرض التصلب الحدبي لديهم كتل قلبية تظهر عن طريق تخطيط صدى القلب. تعتمد الأعراض على حجم الورم وموقعه بالنسبة لنظام التوصيل، وما إذا كان يعوق تدفق الدم أم لا. تتضمن الأعراض عادة قصور القلب الاحتقاني؛ وقد يحث أيضًا مرض قصور القلب في الرحم. إذا بقي المرضى على قيد الحياة في الطفولة، فقد تتراجع أورامهم تلقائيًا؛ وللاستئصال عند المرضى الذين يعانون من أعراض نتائجُ جيدة.

#### تحت المهاد
يحدث أحد أكثر الأورام العيبية إزعاجًا في منطقة ما تحت المهاد. على عكس معظم حالات النمو المشابهة، فإن للورم العيبي تحت المهادي أعراض. وغالبًا ما يسبب نوبات جلطة، ويمكن أن يسبب مشاكل بصرية، ونوبات أخرى، واضطرابات غضب مرتبطة بأمراض ما تحت المهاد، وبداية البلوغ في وقت المبكر. تبدأ الأعراض عادة في مرحلة الطفولة المبكرة وتتطور، وغالبًا ما تتطور إلى إعاقة معرفية و/أو وظيفية عامة. علاوة على ذلك، عادة ما يكون الاستئصال صعبًا، لأن النمو يكون مجاورًا للعصب البصري أو حتى متشابكًا معه. تميل الأعراض إلى مقاومة محاولة التحكم الطبي بها؛ ومع ذلك، فالتقنيات الجراحية آخذةٌ في التحسن ويمكن أن تؤدي إلى تحسن كبير في مسار المرض.

#### الكلى والمعدة والطحال والأعضاء الوعائية الأخرى
تتمثل أحد المخاطر العامة للإصابة بالأورام العيبية في أنها قد تصطدم بالأوعية الدموية، ما يؤدي إلى خطر حدوث نزيف حاد. نظرًا إلى أن الورم العيبي يفتقر إلى الأنسجة المرنة، فقد يؤدي إلى تحفيز تمدد الأوعية الدموية (الأنيوريسم) وبالتالي حدوث نزيف محتمل. عندما ينتشر الورم العيبي في وعاء دموي كبير، مثل الشريان الكلوي، يجب اعتبار النزف مهددًا للحياة.
اعتُبر الورم الشحمي العضلي الوعائي الكلوي في السابق ورمًا عيبيًا أو ورمًا أروميًا (ورم الخلايا القاعدية الاغترابي).
الورم الظهاري العضلي العيبي، المعروف أيضًا باسم بقية البنكرياس، هو نسيج البنكرياس الخارجي الموجود في المعدة، أو الإثني عشر، أو الصائم الداني. عندما ينظر إليها من طرف سلسلة الجهاز الهضمي العلوي، قد يبدو أن بقية البنكرياس كتلة تحت مخاطية أو ورم في المعدة. معظمها لا تظهر أعراضًا، لكنها يمكن أن تسبب عسر الهضم أو نزيف الجهاز الهضمي العلوي.
وُجد أن الورم العيبي مسبب لعرقلة التدفق الجزئي للخارج في منطقة الموماسوم (المعدة المعدية الحقيقية) لماعز الألبان.
أورام الطحال العيبية غير شائعة ولكن يمكن أن تكون خطيرة. فنحو 50% من هذه الحالات تظهر آلامًا في البطن، وغالبًا ما ترتبط مع اضطرابات في الدم وتمزق تلقائي.

#### متلازمة كاودن
متلازمة كاودن هي اضطراب وراثي خطير يتميز بأورام عيبية متعددة. عادة ما يكون هناك ورم عيبي في الجلد، وعادة (في حوالي 66% من الحالات) يوجد ورم الغدة الدرقية العيبي. يمكن أن تتكوّن حالات نمو إضافية في أجزاء كثيرة من الجسم، خاصةً في العظام، الجهاز العصبي المركزي، العيون، الجهاز البولي التناسلي، الجهاز الهضمي، الغشاء المخاطي. قد تتسبب الأورام الوعائية نفسها بظهور أعراض أو حتى الموت، ولكن غالباً ما يرتبط الاعتلال بزيادة حدوث الأورام الخبيثة، عادة في الثدي أو الغدة الدرقية. تعتبر متلازمة كاودن متلازمة متعددة الأورام العيبية والتي تشمل أيضًا متلازمة بانايان - رايلي - روفالكابا، ومتلازمة بروتيوس ومتلازمة شبيه البروتيوس.

## تكهن مسار المرض
تُعد الأورام العيبية، حميدة عمومًا، ولكنها من الممكن أن تسبب المشاكل بسبب موقعها. على سبيل المثال، عندما تكون في الجلد، خاصةً على الوجه أو العنق، فقد يكون ذلك مشوهاً للغاية. أفادت تقارير عن حالات أورام عيبية بحجم برتقالة صغيرة. عمليًا، قد تسد فجوة أي عضو في الجسم، مثل القولون أو العين، وما إلى ذلك. من المحتمل بشكل خاص أن تسبب مشاكل صحية كبيرة عندما تقع في منطقة ما تحت المهاد أو الكليتين أو الشفاه أو الطحال. يمكن إزالتها جراحيًا إذا لزم الأمر، وليس من المرجح أن تتكرر. يعتمد التكهن على موقع وحجم الإصابة، وكذلك على الصحة العامة للمريض.